# Јевница
Јевница (словен. Jevnica) је насељено место у општини Литија, Засавска регија, Словенија.

## Историја
До територијалне реорганизације у Словенији била је у саставу старе општине Литија.

## Становништво
У попису становништва из 2011. године, Јевница је имала 389 становника.
| Број становника према пописима | Број становника према пописима | Број становника према пописима |
| ------------------------------ | ------------------------------ | ------------------------------ |
| 1991                           | 2002                           | 2011                           |
| 325                            | 367                            | 389                            |

Напомена: Године 1989. умањено за део насеља који је проглашен за ново самостално насеље Згорња Јевница.

## Галерија
- мост на Сави
- железничка станица